# Liste der Kulturdenkmäler in Bad Schwalbach
Die folgende Liste enthält die in der Denkmaltopographie ausgewiesenen Kulturdenkmäler auf dem Gebiet  der  Stadt Bad Schwalbach, Rheingau-Taunus-Kreis, Hessen.
Hinweis: Die Reihenfolge der Denkmäler in dieser Liste orientiert sich zunächst an Stadtteilen und anschließend der Anschrift, alternativ ist sie auch nach der Bezeichnung, der vom Landesamt für Denkmalpflege vergebenen Nummer oder der Bauzeit sortierbar.
Kulturdenkmäler werden fortlaufend im Denkmalverzeichnis des Landes Hessen durch das Landesamt für Denkmalpflege Hessen auf Basis des Hessischen Denkmalschutzgesetzes (HDSchG) geführt. Die Schutzwürdigkeit eines Kulturdenkmals hängt nicht von der Eintragung in das Denkmalverzeichnis des Landes Hessen oder der Veröffentlichung in der Denkmaltopographie ab.

Das Vorhandensein oder Fehlen eines Objekts in dieser Liste ist keine rechtsverbindliche Auskunft darüber, ob es Kulturdenkmal ist oder nicht: Diese Liste entspricht möglicherweise nicht dem aktuellen Stand der offiziellen Denkmaltopographie. Diese ist für Hessen in den entsprechenden Bänden der Denkmaltopographie Bundesrepublik Deutschland und im Internet unter DenkXweb – Kulturdenkmäler in Hessen einsehbar. Auch diese Quellen sind, obwohl sie durch das Landesamt für Denkmalpflege Hessen aktualisiert werden, nicht immer aktuell, da es im Denkmalbestand immer wieder Änderungen gibt.
Eine verbindliche Auskunft erteilt allein das Landesamt für Denkmalpflege Hessen.
Nutze diese Kartenansicht, um Koordinaten in der Liste zu setzen. In dieser Kartenansicht sind Kulturdenkmale ohne Koordinaten mit einem roten bzw. orangen Marker dargestellt und können in der Karte gesetzt werden. Kulturdenkmale ohne Bild sind mit einem blauen bzw. roten Marker gekennzeichnet, Kulturdenkmale mit Bild mit einem grünen bzw. orangen Marker.

## Kulturdenkmäler nach Ortsteilen

### Adolfseck
| Bild                                                                      | Bezeichnung                                                     | Lage | Beschreibung | Bauzeit | Objekt-Nr. |
| ------------------------------------------------------------------------- | --------------------------------------------------------------- | --- | --- | ------- | ---------- |
| Ehemalige Damm-Mühle                                                      | Ehemalige Damm-Mühle                                            | Aarstraße 7, Aar (Gew.II) (ehemals Aarstraße 49) LageFlur: 1, Flurstück: 109, 121/3 | Die Mühle aus dem 17. Jahrhundert existiert nicht mehr, nur noch das historische Bild. Die Nummerierung der Häuser an der Aarstraße wurde inzwischen geändert. |         | 13412 DDB  |
| Ehemalige Volksschule                                                     | Ehemalige Volksschule                                           | Borner Straße 2 LageFlur: 1, Flurstück: 100 | Ehemaliges Schulgebäude, das später als Rathaus und Wohnhaus genutzt wurde | 1912    | 13413 DDB  |
| weitere Bilder                                                            | Evangelische Kapelle                                            | Burgstraße 16 LageFlur: 1, Flurstück: 165 | Spätgotischer Bruchsteinbau erbaut um 1500 anstelle einer vorherigen Valentinus-Kapelle auf erhöhter Lage im Ort. Stifter war wahrscheinlich Engelbert von Nassau-Idstein († 1508). |         | 13414 DDB  |
| Tunnelportale der Aartalbahn                                              | Tunnelportale der Aartalbahn                                    | Eisenbahn, Herbach, Burgwald (Flurbez.), Burgfeld, Aarstraße, Aar (Gew.II) LageFlur: 1, 3, 4, 5, 7, 9, 67, 68, Flurstück: 111, 115, 13, 5, 1, 10, 15, 16, 36/2, 4, 17, 3, 9/1, 218/11, 79/6–10, 79/12, 79/16, 79/17, 160, 162, 164, 168, 169, 173/1, 173/2, 174, 179 | Südliches Portal des ca. 150 m langen Adolfsecker Tunnels | 1892    | 13417 DDB  |
| Bild gesucht BW                                                           | Burg Adolfseck                                                  | Gebück (Burgstraße) LageFlur: 1, Flurstück: 141, 142 | |         | 958210 DDB |
| weitere Bilder                                                            | Burg Adolfseck                                                  | Gesamtanlage Burgberg Lage | Geschützt sind geringe Mauerreste und das Gelände der ehemaligen Burg Adolfseck |         | 13411 DDB  |
| Von Hofreiten geprägte, wohl ab dem frühen 18. Jahrhundert bebaute Straße | Taunusstraße 2–8 (Südseite), 5–13, 19 (Nordseite), Burgstraße 1 | Gesamtanlage Taunusstraße Lage | |         | 13410 DDB  |
|                                                                           |                                                                 | Taunusstraße 5 LageFlur: 1, Flurstück: 130 | Aus dem frühen 18. Jahrhundert stammendes kleines Fachwerkgebäude |         | 14520 DDB  |
|                                                                           |                                                                 | Taunusstraße 19 LageFlur: 1, Flurstück: 138 | Verputztes Fachwerkwohnhaus. Die Inschrift über der Haustür gibt als Baujahr 1714, als Bauherren Johann Tobias und Anna Maria Roethert an. | 1714    | 13416 DDB  |
| weitere Bilder                                                            | Alexander’s Rest                                                | Unner (bei Aarstraße) LageFlur: 4, Flurstück: 18 | Ruhebank aus Sandstein mit Dach auf Steinstützen an der Landstraße in der Nähe von Adolfseck. Sie trägt die Inschrift: „Alexander's Rest / Augusto 1896“. Signatur: „Joh. Rademacher / Steinhauermeister / L. Schwalbach“. Die Gedenkstätte erinnert an einen englischen Kurgast, der hier mit dem Fahrrad tödlich verunglückte. |         | 13427 DDB  |

### Bad Schwalbach
| Bild                                                                                           | Bezeichnung                                                                                                  | Lage | Beschreibung | Bauzeit                                                         | Objekt-Nr. |
| ---------------------------------------------------------------------------------------------- | --- | --- | --- | --------------------------------------------------------------- | ---------- |
| Ehemalige Lokomotivhalle                                                                       | Ehemalige Lokomotivhalle                                                                                     | Aarstraße 19 LageFlur: 7, Flurstück: 128/8 | | 1896–1905                                                       | 13425 DDB  |
| weitere Bilder                                                                                 | Haus Stadt Frankfurt                                                                                         | Adolfstraße 3 LageFlur: 23, Flurstück: 17/5 | | 1620                                                            | 14521 DDB  |
| Haus Zur goldenen Waage                                                                        | Haus Zur goldenen Waage                                                                                      | Adolfstraße 4 LageFlur: 25, Flurstück: 69/223 | | vor 1728                                                        | 14522 DDB  |
| Ehemaliges Haus Zur Lilie                                                                      | Ehemaliges Haus Zur Lilie                                                                                    | Adolfstraße 13 LageFlur: 23, Flurstück: 25/3 | | 1848 und 1870                                                   | 14523 DDB  |
| Dreigeschossiger Fachwerkbau                                                                   | Dreigeschossiger Fachwerkbau                                                                                 | Adolfstraße 15 LageFlur: 23, Flurstück: 84/26 | | 1660                                                            | 14524 DDB  |
| Ehemaliges Haus Der Ochs                                                                       | Ehemaliges Haus Der Ochs                                                                                     | Adolfstraße 17 LageFlur: 23, Flurstück: 27/1 | | vor 1728                                                        | 14525 DDB  |
| Adler-Apotheke                                                                                 | Adler-Apotheke                                                                                               | Adolfstraße 32 LageFlur: 22, Flurstück: 88/209 | | nach 1819                                                       | 14526 DDB  |
| weitere Bilder                                                                                 | Evangelische Kirche                                                                                          | Adolfstraße 34 LageFlur: 22, Flurstück: 208/8 | | 1729 bis 1740                                                   | 14527 DDB  |
| Bautafel                                                                                       | Bautafel | Adolfstraße (B 275) (bei Nr. 35) LageFlur: 22, Flurstück: 659/8 | | um 1658                                                         | 14528 DDB  |
| Kleines verputztes, seitlich verschiefertes Fachwerkwohnhaus                                   | Kleines verputztes, seitlich verschiefertes Fachwerkwohnhaus                                                 | Adolfstraße 46 LageFlur: 20, Flurstück: 102/202 | | 2. Hälfte des 17. Jh.                                           | 14530 DDB  |
| Ehemaliges Haus Zum Ritter St. Georg                                                           | Ehemaliges Haus Zum Ritter St. Georg                                                                         | Adolfstraße 47 LageFlur: 21, Flurstück: 26/45 | | im 17. Jh                                                       | 14531 DDB  |
| Kleines verputztes Fachwerkwohnhaus                                                            | Kleines verputztes Fachwerkwohnhaus                                                                          | Adolfstraße 48 LageFlur: 20, Flurstück: 199 | | 17./18. Jh.                                                     | 14532 DDB  |
| Verputzter traufständiger Fachwerkbau                                                          | Verputzter traufständiger Fachwerkbau                                                                        | Adolfstraße 50 LageFlur: 20, Flurstück: 198/3 | | 17./18. Jh.                                                     | 14533 DDB  |
| Ehemaliges Stahlbadehaus                                                                       | Ehemaliges Stahlbadehaus                                                                                     | Adolfstraße 63 LageFlur: 21, Flurstück: 69/55 | | 17. Jh.                                                         | 14534 DDB  |
| Dreigeschossiger, dreiachsiger Bau                                                             | Dreigeschossiger, dreiachsiger Bau                                                                           | Adolfstraße 65 LageFlur: 21, Flurstück: 51/324 | | 1862                                                            | 14535 DDB  |
| weitere Bilder                                                                                 | Haus zur Rebe                                                                                                | Adolfstraße 73/75 LageFlur: 19, Flurstück: 189/58, 60/1 | | 1671                                                            | 14536 DDB  |
| weitere Bilder                                                                                 | Ehemaliges Gasthaus zum Schwan                                                                               | Adolfstraße 74/76 LageFlur: 20, Flurstück: 188/2 | | 1633                                                            | 14537 DDB  |
| Haus zur Glocke                                                                                | Haus zur Glocke                                                                                              | Adolfstraße 79/81 LageFlur: 19, Flurstück: 177/62, 63/2 | | 1665                                                            | 14538 DDB  |
| Wohnhaus mit der Bezeichnung Klösterchen                                                       | Wohnhaus mit der Bezeichnung Klösterchen                                                                     | Adolfstraße 86 LageFlur: 20, Flurstück: 73/182 | | Mitte des 19. Jahrhunderts                                      | 14539 DDB  |
| Dominantes dreigeschossiges Wohngebäude                                                        | Dominantes dreigeschossiges Wohngebäude                                                                      | Adolfstraße 88 LageFlur: 20, Flurstück: 84/181 | | 1902                                                            | 14540 DDB  |
| Wohn- und Geschäftshaus von 1907                                                               | Wohn- und Geschäftshaus von 1907                                                                             | Adolfstraße 96 LageFlur: 20, Flurstück: 111/175 | | 1907                                                            | 14541 DDB  |
| Backsteinbau von 1912                                                                          | Backsteinbau von 1912                                                                                        | Adolfstraße 98 LageFlur: 20, Flurstück: 174/2 | | 1912                                                            | 14542 DDB  |
| Giebelständiges Fachwerkwohnhaus                                                               | Giebelständiges Fachwerkwohnhaus                                                                             | Adolfstraße 101 LageFlur: 19, Flurstück: 74/1 | | 1638                                                            | 13450 DDB  |
| Ehemaliges Rathaus aus dem 17. Jh.                                                             | Ehemaliges Rathaus aus dem 17. Jh.                                                                           | Adolfstraße 103 LageFlur: 19, Flurstück: 74/3 | | 17. Jh.                                                         | 13451 DDB  |
| weitere Bilder                                                                                 | Ehemaliges Rathaus                                                                                           | Adolfstraße 105 LageFlur: 19, Flurstück: 76/1 | | 1610                                                            | 13452 DDB  |
|                                                                                                | | Adolfstraße 108 LageFlur: 18, Flurstück: 182/154 | Vermutlich im 17. Jahrhundert errichtetes verputztes Fachwerkhaus                                                            |                                                                 | 13453 DDB  |
| Ehemaliges Gasthaus Zum guldenen Schwan oder Zum Weidenbusch                                   | Ehemaliges Gasthaus Zum guldenen Schwan oder Zum Weidenbusch                                                 | Adolfstraße 121 LageFlur: 17, Flurstück: 103/1 | | 17. Jh.                                                         | 13454 DDB  |
| Zweigeschossiges verputztes Wohnhaus                                                           | Zweigeschossiges verputztes Wohnhaus                                                                         | Adolfstraße 122a LageFlur: 18, Flurstück: 139/138 | | um 1878                                                         | 13455 DDB  |
| Ehemaliges lutherisches Pfarrhaus                                                              | Ehemaliges lutherisches Pfarrhaus                                                                            | Adolfstraße 143 LageFlur: 17, Flurstück: 113/9 | | 18. Jh.                                                         | 13457 DDB  |
| weitere Bilder                                                                                 | Evangelische Martin-Luther-Kirche                                                                            | Adolfstraße 145, Adolfstraße LageFlur: 17, Flurstück: 115/21, 22/114, 23/114 | | 1471                                                            | 13458 DDB  |
| weitere Bilder                                                                                 | Ehrenmal | Adolfstraße (bei Adolfstraße 145) LageFlur: 17, Flurstück: 22/114 | Ehrenmal für die Gefallenen beider Weltkriege.                                                                               | 1933 und 1957                                                   | 15926 DDB  |
| weitere Bilder                                                                                 | Hotel Eden Parc, ehemaliges Staatliches Kurhotel                                                             | Am Alleesaal 2 (Goetheplatz 1, Parkstraße) LageFlur: 47, Flurstück: 1716/13 | | 1929–1930 nach Wilhelm Kreis                                    | 13495 DDB  |
| Dem Schweizerhausstil nahe stehendes Wohnhaus, errichtet in der 2. Hälfte des 19. Jahrhunderts | | Am Backesplatz 6 LageFlur: 17, Flurstück: 55/352 | |                                                                 | 13456 DDB  |
| Bild gesucht BW                                                                                | Kurpark | Am Kurhaus, Am Kurpark und etliche weitere Lage | Sachgesamtheit |                                                                 | 13510 DDB  |
| weitere Bilder                                                                                 | Alleesaal | Am Kurpark 1 LageFlur: 29, Flurstück: 614/16 | | 1820–1821                                                       | 13496 DDB  |
| Ehemaliges Hotel Tivoli                                                                        | Ehemaliges Hotel Tivoli                                                                                      | Am Kurpark 2 LageFlur: 24, Flurstück: 294 | | 1860                                                            | 14543 DDB  |
| weitere Bilder                                                                                 | Kurhaus | Am Kurpark 3 LageFlur: 26, Flurstück: 297/5 | | 1873–1879                                                       | 13498 DDB  |
| Ehemals Zum Panorama genanntes Haus                                                            | Ehemals Zum Panorama genanntes Haus                                                                          | Am Kurpark 4 LageFlur: 24, Flurstück: 44/290 | | 1848                                                            | 14544 DDB  |
| weitere Bilder                                                                                 | Katholische Pfarrkirche St. Elisabeth                                                                        | Am Kurpark 10 LageFlur: 24, Flurstück: 279/1 | | 1914–1916 von Hans Rummel                                       | 13462 DDB  |
| Rotenburger Schlößchen (Amtsgericht)                                                           | Rotenburger Schlößchen (Amtsgericht)                                                                         | Am Kurpark 12 LageFlur: 24, Flurstück: 76/272 | | 1602                                                            | 13463 DDB  |
| Jüdischer Friedhof                                                                             | Jüdischer Friedhof                                                                                           | Am Schänzchen LageFlur: 8, 68, Flurstück: 1563/1, 117 | Jüdischer Friedhof aus 2 Teilen bestehend, Kulturdenkmal aus geschichtlichen Gründen.                                        | 19. Jahrhundert (älterer Teil), 20. Jahrhundert (jüngerer Teil) | 13538 DDB  |
| weitere Bilder                                                                                 | Stahlbrunnen                                                                                                 | Am Stahlbrunnen (im Kurpark) LageFlur: 26, Flurstück: 297/5 | | 1908/9 und 1927/28. 1953/54                                     | 13513 DDB  |
| Elisabethentempel                                                                              | Elisabethentempel                                                                                            | Auf der Platte (Flurbezeichnung) LageFlur: 69, Flurstück: 27 | In Erinnerung an Kaiserin Elisabeth von Österreich-Ungarn errichtete Schutzhütte als Aussichtspunkt oberhalb des Kurviertels |                                                                 | 13539 DDB  |
| Ehemalige Villa Zillertal                                                                      | Ehemalige Villa Zillertal                                                                                    | Badweg 1 LageFlur: 27, Flurstück: 473/5 | | 1865                                                            | 13464 DDB  |
| Ehemaliges Kreishaus                                                                           | Ehemaliges Kreishaus                                                                                         | Badweg 3 LageFlur: 30, Flurstück: 2/2 | | 1862                                                            | 13465 DDB  |
| Ehemalige Villa des Sanitätsrates Dr. Adolf Genth                                              | Ehemalige Villa des Sanitätsrates Dr. Adolf Genth                                                            | Badweg 5 LageFlur: 30, Flurstück: 6 | | 1866                                                            | 13466 DDB  |
| Symmetrischer Backsteinbau                                                                     | Symmetrischer Backsteinbau                                                                                   | Bahnhofstraße 28/30 LageFlur: 7, Flurstück: 103/1, 104/1 | | 1898–1899                                                       | 13467 DDB  |
| Ehemalige Bahnmeisterei                                                                        | Ehemalige Bahnmeisterei                                                                                      | Bahnhofstraße 42 LageFlur: 7, Flurstück: 150/1 | | um 1900                                                         | 13426 DDB  |
| Ehemalige kleine Kurpension Europäisches Haus                                                  | Ehemalige kleine Kurpension Europäisches Haus                                                                | Brunnenberg 1 LageFlur: 28, Flurstück: 77/252 | | 1868                                                            | 13468 DDB  |
| Bild gesucht BW                                                                                | Fachwerkhaus, ehem. jüdischer Tanzsaal                                                                       | Brunnenstraße 3 LageFlur: 25, Flurstück: 225/4 | | 1688                                                            | 957237 DDB |
| Rheingauer Hof                                                                                 | Rheingauer Hof                                                                                               | Brunnenstraße 5 LageFlur: 25, Flurstück: 227/2 | | 1728                                                            | 14545 DDB  |
| Ehemaliger Zum roten Ochsen                                                                    | Ehemaliger Zum roten Ochsen                                                                                  | Brunnenstraße 7 LageFlur: 25, Flurstück: 229/3 | | um oder vor 1700                                                | 14546 DDB  |
| Ehemals Zum goldenen Engel                                                                     | Ehemals Zum goldenen Engel                                                                                   | Brunnenstraße 9 LageFlur: 25, Flurstück: 46/226 | | 1690                                                            | 14547 DDB  |
| Haus Burg Nassau                                                                               | Haus Burg Nassau                                                                                             | Brunnenstraße 10 LageFlur: 24, Flurstück: 289/2 | | 1908                                                            | 13472 DDB  |
| weitere Bilder                                                                                 | Weinbrunnen                                                                                                  | Brunnenstraße 20/24/22, Am Kurpark 1 LageFlur: 29, Flurstück: 614/16 | | 1932 und 1951 bis 1956                                          | 13512 DDB  |
| Stahlbadehaus                                                                                  | Stahlbadehaus                                                                                                | Brunnenstraße 20 LageFlur: 29, Flurstück: 614/16 | | 1826–29 nach Heinrich Jacob Zengerle                            | 13473 DDB  |
| Villa Eugenie                                                                                  | Villa Eugenie                                                                                                | Brunnenstraße 26 LageFlur: 27, Flurstück: 262/4 | | 1862–1864                                                       | 13474 DDB  |
| Brunnenklause                                                                                  | Brunnenklause                                                                                                | Brunnenstraße 27 LageFlur: 25, Flurstück: 57/236 | | 1891                                                            | 13475 DDB  |
| Schweizerhaus                                                                                  | Schweizerhaus                                                                                                | Brunnenstraße 28 LageFlur: 27, Flurstück: 262/5 | | 1872                                                            | 13476 DDB  |
| Berliner Hof                                                                                   | Berliner Hof                                                                                                 | Brunnenstraße 33 LageFlur: 25, Flurstück: 239/1 | | 1880–1881                                                       | 13477 DDB  |
| Ehemals Zum Hähnchen                                                                           | Ehemals Zum Hähnchen                                                                                         | Brunnenstraße 35 LageFlur: 25, Flurstück: 61/240 | | 1881                                                            | 13478 DDB  |
| Schmales, dreigeschossiges Gebäude                                                             | Schmales, dreigeschossiges Gebäude                                                                           | Brunnenstraße 39 LageFlur: 25, Flurstück: 62/242 | | 1880                                                            | 13479 DDB  |
| Café Konditorei Wagner                                                                         | Café Konditorei Wagner                                                                                       | Brunnenstraße 41 LageFlur: 25, Flurstück: 243/1 | | 1786                                                            | 13480 DDB  |
| Haus Taunus                                                                                    | Haus Taunus                                                                                                  | Brunnenstraße 45 LageFlur: 28, Flurstück: 245/1 | | 1728                                                            | 13481 DDB  |
| Ehemals kaiserliches Posthaus Zum Rappen                                                       | Ehemals kaiserliches Posthaus Zum Rappen                                                                     | Brunnenstraße 47 LageFlur: 28, Flurstück: 246/1 | | um 1700                                                         | 13482 DDB  |
| Hotel Ritter                                                                                   | Hotel Ritter                                                                                                 | Brunnenstraße 49 LageFlur: 28, Flurstück: 247/2 | | 1875                                                            | 13483 DDB  |
| Aus dem 19. Jahrhundert stammender Teil des Stahlbrunnens am Kurpark                           | Hubertusquelle                                                                                               | Eberter Unner (Außerhalb) LageFlur: 72, Flurstück: 6 | |                                                                 | 13540 DDB  |
| Bild gesucht BW                                                                                | Aartalbahn, Langenschwalbacher Bahn                                                                          | Eisenbahn, Kohlbach, Hohwiese, Herbach, Burgwald, Burgfeld, Ahgent, Aarstraße, Aar (Gew.II) LageFlur: 1–5, 7, 9, 67, 68, Flurstück: 1, 101/2–6, 111, 113, 115, 118/1, 140/2, 170, 15, 13, 5, 10, 16, 36/2, 4, 17, 3, 9/1, 128/11, 128/6, 138/2, 138/3, 79/10, 79/12, 79/16, 79/17, 79/6–9, 11, 8, 160, 162, 164, 168, 169, 173/1, 173/2, 174, 179 | |                                                                 | 952989 DDB |
| weitere Bilder                                                                                 | Bahnhof | Eisenbahn o. Nr. LageFlur: 7, Flurstück: 128/14 | | 1888–1889                                                       | 13424 DDB  |
|                                                                                                | | Emser Straße 7 LageFlur: 51, Flurstück: 2170/1 | |                                                                 | 13484 DDB  |
| Villa Sattler                                                                                  | Villa Sattler                                                                                                | Gartenfeldstraße 5 LageFlur: 51, Flurstück: 2048/8 | | 1869                                                            | 14548 DDB  |
| Villa Sonneck                                                                                  | Villa Sonneck                                                                                                | Gartenfeldstraße 7 LageFlur: 51, Flurstück: 2048/5 | | 1868                                                            | 14549 DDB  |
| Kleines Wohnhaus                                                                               | Kleines Wohnhaus                                                                                             | Gartenfeldstraße 12 LageFlur: 23, Flurstück: 54/314 | | 1903                                                            | 13487 DDB  |
| Haus Lichtenstein                                                                              | Haus Lichtenstein                                                                                            | Gartenfeldstraße 18 LageFlur: 21, Flurstück: 38/7 | | 1906                                                            | 13488 DDB  |
| Evangelisches Pfarramt                                                                         | Evangelisches Pfarramt                                                                                       | Gartenfeldstraße 23 LageFlur: 51, Flurstück: 2061/29 | | 1907                                                            | 13489 DDB  |
| Villa Diana                                                                                    | Villa Diana                                                                                                  | Gartenfeldstraße 24 LageFlur: 21, Flurstück: 43/4 | | 1904                                                            | 13490 DDB  |
| Villa Erika                                                                                    | Villa Erika                                                                                                  | Gartenfeldstraße 26 LageFlur: 21, Flurstück: 99/327 | | 1907                                                            | 13491 DDB  |
| Haus Oranien                                                                                   | Haus Oranien                                                                                                 | Gartenfeldstraße 28 LageFlur: 21, Flurstück: 95/327 | | 1877 und 1910                                                   | 13492 DDB  |
| Villa Daheim                                                                                   | Villa Daheim                                                                                                 | Gartenfeldstraße 30 LageFlur: 21, Flurstück: 147/1 | | 1908                                                            | 13493 DDB  |
| Forstamt                                                                                       | Forstamt | Gartenfeldstraße 32 LageFlur: 19, Flurstück: 58/5 | | 1899                                                            | 13494 DDB  |
| weitere Bilder                                                                                 | Adolfstraße 1–105 (Nordseite), 22–32, 44–88 (Südseite), Am Kurpark 10, 12, Kirchstraße 1–12, Schmidtberg 1–5 | Gesamtanlage Adolfstraße / Kirchstraße Lage | |                                                                 | 13419 DDB  |
| Bahnhofstraße 12–34 (Südostseite)                                                              | Bahnhofstraße 12–34 (Südostseite)                                                                            | Gesamtanlage Bahnhofstraße Lage | |                                                                 | 13420 DDB  |
| weitere Bilder                                                                                 | Gartenfeldstraße 1–7, 9–15, 23, 25 (Nordwestseite); 18, 22–32 (Südostseite)                                  | Gesamtanlage Gartenfeldstraße Lage | |                                                                 | 13421 DDB  |
| weitere Bilder                                                                                 | Grebertstraße 1–4                                                                                            | Gesamtanlage Grebertstraße Lage | |                                                                 | 13422 DDB  |
| Bild gesucht BW                                                                                | Gesamtanlage Kurviertel                                                                                      | Gesamtanlage Kurviertel Lage | |                                                                 | 13423 DDB  |
| weitere Bilder                                                                                 | Neuapostolische Kirche, ehemalige englische Kirche                                                           | Goetheweg 1 LageFlur: 26, Flurstück: 298/2 | | 1873 bis 1875                                                   | 13499 DDB  |
| Bild gesucht BW                                                                                | | Goetheweg 1c LageFlur: 27, Flurstück: 70/485 | |                                                                 | 13497 DDB  |
| Golfhaus                                                                                       | Golfhaus | In der Menzebach (im Kurpark) LageFlur: 41, Flurstück: 601/7 | | 1908 bis 1912                                                   | 13514 DDB  |
| Ehemalige Herberge Zu den zwei Schwertern                                                      | Ehemalige Herberge Zu den zwei Schwertern                                                                    | Kirchstraße 3 LageFlur: 24, Flurstück: 21/282 | | 1659                                                            | 14550 DDB  |
| Ehemaliges Haus Zum Mohren                                                                     | Ehemaliges Haus Zum Mohren                                                                                   | Kirchstraße 4 LageFlur: 24, Flurstück: 57/276 | | im 17. Jh.                                                      | 14551 DDB  |
| Bild gesucht BW                                                                                | Wohn- und Gechäftshaus                                                                                       | Kirchstraße 5 LageFlur: 24, Flurstück: 12/281 | |                                                                 | 858664 DDB |
| Katholischer Pfarrhof                                                                          | Katholischer Pfarrhof                                                                                        | Kirchstraße 7 LageFlur: 24, Flurstück: 280/2 | | 1771 bis 1773                                                   | 14552 DDB  |
| Früher Haus Zur Stadt Worms                                                                    | Früher Haus Zur Stadt Worms                                                                                  | Kirchstraße 8 LageFlur: 24, Flurstück: 274/2 | | 1877                                                            | 14553 DDB  |
| Haus Marlies                                                                                   | Haus Marlies                                                                                                 | Kirchstraße 10 LageFlur: 24, Flurstück: 273/3 | | 1878                                                            | 13504 DDB  |
| Alte Rezeptur                                                                                  | Alte Rezeptur                                                                                                | Kirchstraße 12 LageFlur: 24, Flurstück: 272/10 | | 17./18. Jh.                                                     | 13505 DDB  |
| Ehemaliges Hotel Zu den beiden Indien                                                          | Ehemaliges Hotel Zu den beiden Indien                                                                        | Koblenzer Straße 20 LageFlur: 23, Flurstück: 10/2 | | 1828                                                            | 13507 DDB  |
| Deutsches Haus                                                                                 | Deutsches Haus                                                                                               | Koblenzer Straße 22 LageFlur: 23, Flurstück: 9/1 | | 1830                                                            | 13508 DDB  |
| Haus Koblenz                                                                                   | Haus Koblenz                                                                                                 | Koblenzer Straße 24 LageFlur: 23, Flurstück: 8/1 | | 1830                                                            | 13509 DDB  |
| Milchhof                                                                                       | Milchhof | Martha-von-Opel-Weg 9 LageFlur: 47, Flurstück: 1781/15 | | 1899                                                            | 13515 DDB  |
| weitere Bilder                                                                                 | Grabmäler | Martin-Luther-Straße 10 (Friedhof) LageFlur: 66, Flurstück: 119 | |                                                                 | 13516 DDB  |
| Kleine Villa                                                                                   | Kleine Villa                                                                                                 | Parkstraße 7a LageFlur: 47, Flurstück: 1733/9 | | 1935–1936                                                       | 13517 DDB  |
| Pavillon                                                                                       | Pavillon | Parkstraße 8 LageFlur: 47, Flurstück: 1741/2 | | 1878                                                            | 13518 DDB  |
| weitere Bilder                                                                                 | Helenenhof                                                                                                   | Parkstraße 9 LageFlur: 47, Flurstück: 1741/4 | | 1906                                                            | 13519 DDB  |
| weitere Bilder                                                                                 | Moorbadehaus                                                                                                 | Parkstraße 11 LageFlur: 42, Flurstück: 1839/14 | | 1903 bis 1905                                                   | 404020 DDB |
| Verputzter Fachwerkbau                                                                         | Verputzter Fachwerkbau                                                                                       | Reitallee 6 LageFlur: 51, Flurstück: 6/8 | | 1861                                                            | 14554 DDB  |
| Zur Linde                                                                                      | Zur Linde | Reitallee 8 LageFlur: 26, Flurstück: 5/1 | | 1868                                                            | 14555 DDB  |
| Zur schönen Aussicht                                                                           | Zur schönen Aussicht                                                                                         | Reitallee 10 LageFlur: 26, Flurstück: 11/4 | | 1822                                                            | 13523 DDB  |
| Haus Zur Flora                                                                                 | Haus Zur Flora                                                                                               | Reitallee 12 LageFlur: 26, Flurstück: 3/9 | | 1861                                                            | 13524 DDB  |
| Zum Sonnenberg                                                                                 | Zum Sonnenberg                                                                                               | Reitallee 14 LageFlur: 26, Flurstück: 3/14 | | 1824                                                            | 13525 DDB  |
| Villa Gutenberg                                                                                | Villa Gutenberg                                                                                              | Reitallee 20 LageFlur: 51, Flurstück: 2205/4 | | 1886                                                            | 13526 DDB  |
| Ehemaliges Postamt                                                                             | Ehemaliges Postamt                                                                                           | Rheinstraße 1 LageFlur: 28, Flurstück: 68/255 | | 1903                                                            | 14556 DDB  |
| Haus Felsenburg                                                                                | Haus Felsenburg                                                                                              | Rheinstraße 2 LageFlur: 28, Flurstück: 81/256 | | 1829                                                            | 14557 DDB  |
| Finanzamt                                                                                      | Finanzamt | Rheinstraße 3 LageFlur: 28, Flurstück: 257/7 | | 1872                                                            | 14558 DDB  |
| Haus Zur Bellevue                                                                              | Haus Zur Bellevue                                                                                            | Rheinstraße 6 LageFlur: 28, Flurstück: 259/1 | | 1837                                                            | 14559 DDB  |
| Villa Conradi                                                                                  | Villa Conradi                                                                                                | Rheinstraße 9 LageFlur: 31, Flurstück: 1189/6 | | 1894                                                            | 14560 DDB  |
| Villa Diefenbach                                                                               | Villa Diefenbach                                                                                             | Rheinstraße 12 LageFlur: 31, Flurstück: 1168/6 | | 1866                                                            | 13532 DDB  |
| Zweigeschossiger Backsteinbau                                                                  | Zweigeschossiger Backsteinbau                                                                                | Rheinstraße 15 LageFlur: 31, Flurstück: 12/1 | | 2. Hälfte des 19. Jh.                                           | 13533 DDB  |
| Ehemaliges Forsthaus                                                                           | Ehemaliges Forsthaus                                                                                         | Rheinstraße 16 LageFlur: 31, Flurstück: 14/1 | | 1906                                                            | 13534 DDB  |
| weitere Bilder                                                                                 | | Schmidtberg 1 LageFlur: 19, Flurstück: 76/1 | |                                                                 | 14561 DDB  |
| weitere Bilder                                                                                 | Wohnhaus | Schmidtberg 5 LageFlur: 19, Flurstück: 79 | | 1786                                                            | 14563 DDB  |
|                                                                                                | | Schmidtberg 13, Schmidtberg LageFlur: 19, Flurstück: 189/84, 83 | |                                                                 | 13537 DDB  |
| Herzog-Adolf-Tempel                                                                            | Herzog-Adolf-Tempel                                                                                          | Waldsee (Kurpark / In der Zaunwiese) LageFlur: 70, Flurstück: 10/1 | | 1910                                                            | 13511 DDB  |

### Fischbach
| Bild            | Bezeichnung                  | Lage                                                                   | Beschreibung | Bauzeit | Objekt-Nr. |
| --------------- | ---------------------------- | ---------------------------------------------------------------------- | ------------ | ------- | ---------- |
| Bild gesucht BW | Brunnensockel                | Ochsenberg (bei Rheingauer Straße Nr. 32) LageFlur: 1, Flurstück: 31/3 |              |         | 13548 DDB  |
| Bild gesucht BW | Brunnen                      | Rheingauer Straße LageFlur: 1, Flurstück: 111/1                        |              |         | 13549 DDB  |
| weitere Bilder  |                              | Rheingauer Straße 16 LageFlur: 1, Flurstück: 43/3                      |              |         | 13542 DDB  |
| weitere Bilder  |                              | Rheingauer Straße 18 LageFlur: 1, Flurstück: 42/1                      |              |         | 13543 DDB  |
| weitere Bilder  |                              | Rheingauer Straße 22 LageFlur: 1, Flurstück: 40/2                      |              |         | 13544 DDB  |
| weitere Bilder  | Ehemaliges Backhaus          | Rheingauer Straße 28 LageFlur: 1, Flurstück: 36                        |              |         | 13545 DDB  |
| weitere Bilder  | Alte Schule                  | Rheingauer Straße 32 LageFlur: 1, Flurstück: 34                        |              |         | 13546 DDB  |
| weitere Bilder  | Ehemalige Schule und Rathaus | Rheingauer Straße 36 LageFlur: 1, Flurstück: 25/1                      |              |         | 13547 DDB  |

### Hettenhain
| Bild           | Bezeichnung    | Lage                                               | Beschreibung | Bauzeit | Objekt-Nr. |
| -------------- | -------------- | -------------------------------------------------- | ------------ | ------- | ---------- |
| weitere Bilder |                | Oberdorfstraße 1 LageFlur: 2, Flurstück: 115       |              |         | 13551 DDB  |
| Kriegerdenkmal | Kriegerdenkmal | Schwalbacher Straße LageFlur: 1, Flurstück: 60     |              |         | 13553 DDB  |
| weitere Bilder |                | Schwalbacher Straße 6 LageFlur: 1, Flurstück: 75/3 |              |         | 13552 DDB  |

### Langenseifen
| Bild            | Bezeichnung | Lage                                            | Beschreibung                                               | Bauzeit | Objekt-Nr. |
| --------------- | ----------- | ----------------------------------------------- | ---------------------------------------------------------- | ------- | ---------- |
| Bild gesucht BW | Scheune     | Lorcher Straße 23 LageFlur: 3, Flurstück: 40    |                                                            |         | 13555 DDB  |
| Bild gesucht BW |             | Lorcher Straße 24 LageFlur: 3, Flurstück: 139/1 |                                                            |         | 13556 DDB  |
| Rathaus         | Rathaus     | Lorcher Straße 34 LageFlur: 3, Flurstück: 122/4 | Fachwerkrathaus von 1839 in der Ortsmitte von Langenseifen |         | 13557 DDB  |
| Bild gesucht BW | Alte Schule | Lorcher Straße 39 LageFlur: 3, Flurstück: 63/1  |                                                            |         | 13558 DDB  |

### Lindschied
| Bild            | Bezeichnung                      | Lage                                                           | Beschreibung | Bauzeit | Objekt-Nr. |
| --------------- | -------------------------------- | -------------------------------------------------------------- | ------------ | ------- | ---------- |
| Villa Claire    | Villa Claire                     | Adolphus-Busch-Allee 1, Villa Lilly LageFlur: 2, Flurstück: 23 |              | 1912    | 37816 DDB  |
| Villa Lilly     | Villa Lilly                      | Adolphus-Busch-Allee 1, Villa Lilly LageFlur: 2, Flurstück: 23 |              | 1891    | 37816 DDB  |
| Bild gesucht BW | Weg Kemeler Weg 1– 9, Pfahlweg 2 | Gesamtanlage Kemeler Weg Lage                                  |              |         | 15927 DDB  |
| Bild gesucht BW |                                  | Hauptstraße 2 LageFlur: 1, Flurstück: 4                        |              |         | 13561 DDB  |
| Bild gesucht BW |                                  | Kemeler Weg 5 LageFlur: 1, Flurstück: 141                      |              |         | 13562 DDB  |
| Bild gesucht BW | Ehemalige Schule                 | Steinstraße 6 LageFlur: 1, Flurstück: 69/3                     |              | um 1890 | 13563 DDB  |

### Ramschied
| Bild           | Bezeichnung                     | Lage                                             | Beschreibung | Bauzeit | Objekt-Nr. |
| -------------- | ------------------------------- | ------------------------------------------------ | ------------ | ------- | ---------- |
| Brunnen        | Brunnen                         | An der Höhenstraße LageFlur: 1, Flurstück: 104/2 |              | um 1900 | 13567 DDB  |
| weitere Bilder | Sachteil Obergeschoss-Traufwand | Höhenstraße 1 LageFlur: 1, Flurstück: 95/1       |              |         | 13568 DDB  |
| Wohnhaus       | Wohnhaus                        | Schulgasse 1 LageFlur: 1, Flurstück: 83/3        |              |         | 13570 DDB  |
| weitere Bilder | Ehemalige Schule                | Schulgasse 2 LageFlur: 1, Flurstück: 92/1        |              | 1896    | 13571 DDB  |